# با خوشحالی (ترانه)
«با خوشحالی» (به انگلیسی: Happily) ترانه‌ای از گروه انگلیسی-ایرلندی وان دایرکشن برای سومین آلبوم استودیویی آن‌ها خاطرات شبانه (۲۰۱۳) است، که توسط سایکو رکوردز و کلمبیا رکوردز منتشر شد.